# Римнио
Римнио (на гръцки: Ρύμνιο, катаревуса: Ρύμνιον, Римнион) е село в Гърция, в дем Кожани, област Западна Македония.

## География
Селото е разположено на 650 m надморска височина, на около 26 km южно от град Кожани и 16 km югозападно от град Сервия, от дясната (южна) страна на Полифитоското езеро на река Бистрица (Алиакмонас).

## История

### В Османската империя
В 1528 година Римнио има 62 домакинства с 279 жители.
Църквата в селото „Свети Атанасий“ е построена в XVI век.
В края на ХІХ век Римнио е малко гръцко християнско село в Серфидженската каза на Османската империя. Александър Синве (Les Grecs de l’Empire Ottoman. Etude Statistique et Ethnographique), който се основава на гръцки данни, в 1878 година пише, че в Римнион (Rimnion) живеят 78 гърци.
На Етнографската карта на Битолския вилает на Картографския институт в София от 1901 година Римнос е чисто гръцко село в Серфидженската каза на Серфидженския санджак с 13 къщи.
Според статистика на Серфидженския санджак на гръцкото консулство в Еласона от 1904 година в Римнио (Ρύμνιο), Серфидженска каза, живеят 70 гърци елинофони християни.
Според гръцка атинска статистика от 1910 година в Римнио също има 70 православни гърци.

### В Гърция
През Балканската война в 1912 година в селото влизат гръцки части и след Междусъюзническата в 1913 година остава в Гърция. Първото гръцко преброяване показва 60 жители.
В селото се намира църквата „Успение Богородично“, но като специален празник на селото е посочен денят на обезглавяването на Йоан Кръстител (29 август).
Населението традиционно произвежда жито, тютюн, картофи, царевица и други земеделски продукти, като се занимава и с краварство.
| Име       | Име          | Ново име  | Ново име  | Описание                                        |
| --------- | ------------ | --------- | --------- | ----------------------------------------------- |
| Цаирия    | Τσαΐρια      | Керамидия | Κεραμίδια | гора на ЮЗ от Римнио по десния бряг на Бистрица |
| Карамачук | Καραματσούκι | Илиос     | Ήλιος     |                                                 |

| Година    | 1913 | 1920 | 1928 | 1940 | 1951 | 1961 | 1971 | 1981 | 1991 | 2001 | 2011 | 2021 |
| --------- | ---- | ---- | ---- | ---- | ---- | ---- | ---- | ---- | ---- | ---- | ---- | ---- |
| Население | 60   | 64   | 194  | 294  | 285  | 362  | 297  | 257  | 278  | 221  | 161  | 115  |